# Бурноніт
Бурноніт — мінерал класу сульфосолей.

## Історія
Вперше виявлений як руда стибію 1797 року у Корнуолі, Англія на копальні „Wheal Boys Mine“ (також Trewetha Mine) Філіпом Рашлеєм (1729 — 1811) — членом Лондонського Королівського Товариства.
Описаний 1804 р. французьким мінералогом Ж. Л. де Бурноном (1751-1825). Переназваний 1813 р. на його честь.

## Загальний опис
Хімічна формула: CuPbSbS3. Вміст: Pb — 42,5 %, Cu — 13 %, Sb — 24,7 %, S — 19,8 %; домішки Fe, Ag, Zn, Mn, Ni, Bi, As.
Сингонія ромбічна. Темно-сірого кольору, непрозорий. Блиск металічний, спайність недосконала по (010). Крихкий.
Густина 5.7—5.9. Твердість 3.0—3.5.
Діелектрик. Б. — гідротермальний мінерал, спостерігається в асоціації з бляклими рудами, галенітом, піритом, халькопіритом, сфалеритом, джемсонітом і буланжеритом.
При вивітрюванні Б. утворюються церусит, малахіт і стибієві охри. Руда свинцю, міді і стибію.

## Поширення
Локалізація: Аргентина, Австралія, Австрія, Азербайджан, Болівія, Бразилія, Болгарія, Канада, Нормандські острови, Чилі, Китай, Колумбія, Хорватія, Чехія, Еквадор, Ефіопія, Фіджі, Фінляндія, Франція, Грузія, Німеччина, Гана, Греція, Гренландія, Угорщина, Індонезія, Ірландія, Італія, Японія, Казахстан, Косово, Киргизія, Малайзія, Мексика, Монголія, Чорногорія, Намібія, Нова Зеландія, Північна Корея, Норвегія, Перу, Польща, Португалія, Румунія, Росія, Словаччина, Словенія, ПАР, Південна Корея, Іспанія, Швеція, Швейцарія, Тайвань, Таджикистан, Туніс, Велика Британія, Україна, США, Узбекистан, В'єтнам.
Родовища — в країнах Сер. Азії, Забайкаллі, в Австралії, країнах Півд. Америки (Чилі, Перу, Болівія), в Чехії, ФРН.
Осавулівське (Pb-Zn) родовище (Осавулівка), Нагольний кряж, Луганська область, Україна.

## Різновиди
Розрізняють:
- бурноніт арсеновий (різновид бурноніту з вмістом As2O5 до 3,5 %);
- бурноніт нікелистий (застаріла назва ульманіту).